# Promenetus umbilicatellus
Promenetus umbilicatellus är en snäckart som först beskrevs av Cockerell 1887.  Promenetus umbilicatellus ingår i släktet Promenetus och familjen posthornssnäckor. Inga underarter finns listade i Catalogue of Life.